# بغود (فين)
بغود (بالفارسية: بگود) هي مستوطنة تقع في إيران في قسم فين الريفي. يقدر عدد سكانها بـ 55 نسمة بحسب إحصاء 2016.